# Сельское поселение «Надёжнинское»
Се́льское поселе́ние «Надёжнинское» — муниципальное образование в Кыринском районе Забайкальского края Российской Федерации.
Административный центр — село Надёжный.

## История
Статус и границы сельского поселения установлены Законом Читинской области от 19 мая 2004 года «Об установлении границ, наименований вновь образованных муниципальных образований и наделении их статусом сельского, городского поселения в Читинской области».

## Население
| 2010 | 2011 | 2012 | 2013 | 2014 | 2015 | 2016 |
| ---- | ---- | ---- | ---- | ---- | ---- | ---- |
| 54   | →54  | →54  | ↗58  | ↗59  | ↗60  | ↘57  |
| 2017 | 2018 | 2019 | 2020 | 2021 |      |      |
| ↘56  | ↗58  | ↘55  | ↘52  | ↘33  |      |      |

## Состав сельского поселения
| № | Населённый пункт | Тип населённого пункта       | Население |
| - | ---------------- | ---------------------------- | --------- |
| 1 | Надёжный         | село, административный центр | ↘43       |
| 2 | Устье            | село                         | →7        |